# Sea Life Park Empire
Sea Life Park Empire (Marine Park Empire en version originale) est un jeu vidéo de gestion développé par Enlight Software, sorti en 2005 aux États-Unis sur PC.
Il consiste en la gestion d'un parc aquatique.

## Le menu principal
- Tutorial : Vous avez 6 missions à faire dans des zoos différents. Vous avez des objectifs à remplir et à atteindre.Ils sont faciles et vous permettent de vous familiariser avec les principales fonctionnalités du jeu.
- Scénario : Tout comme les tutoriels, vous avez des objectifs mais avec un temps limité (il se compte en mois, un mois correspond à environ 15 minutes). Vous pouvez choisir un personnage, son nom, son sexe, et ses compétences : capture, nourriture, soins ou nettoyage, le type de gardien : spécialiste marin ou gardien de zoo. En tout, vous avez une vingtaine de scénarios, que vous pouvez refaire plusieurs fois en changeant la difficulté : facile, normal ou difficile (seul l'argent de départ change).
- Partie Libre : Vous choisissez le nom du zoo (il y en a des "par défaut" mais vous pouvez en créer si vous le souhaitez), la taille du zoo (petit, moyen, grand ou très grand), l'argent de départ (10 000 $ ou 1000000; même illimité !), l'environnement environnant (urbain, forêt, montagne, ou glace), le style d'entrée (doré, rouge, marron ou bleu), le style du mur du zoo (stuc salé, pavé briques, grises ou marron) et enfin le terrain (par exemple, terre, herbe, glace, boue, mousse, sable, neige, cailloux...).
- Charger partie : c'est ici que vous chargez vos parties précédentes.

## Le personnel
Il existe 10 sortes de personnel :
- le gardien de zoo : indispensable à tout zoo qui se respecte, c'est lui qui nourrit les animaux et nettoient leurs cages. Il les soignera si le vétérinaire a trouvé le remède à la maladie. Si les animaux s'enfuient, il les enferme dans des boîtes avant de les remettre dans une bonne cage.
- Le spécialiste marin : il fera comme le gardien de zoo, mais seulement pour les animaux marins.
- l'agent d'entretien : ils ramassent les ordures du zoo et nettoient les chemins.
- l'agent de maintenance : il répare les objets destinés aux visiteurs, mais aussi, si besoin, une barrière trop usée pour éviter qu'un animal s'échappe et ne provoque la panique.
- directeur des équipements : il dirige les agents de maintenance, il peut former les agents de maintenance et d'entretiens pour qu'ils aient une meilleure efficacité ou bien rechercher un style de clôture plus résistant.
- conservateur de zoo : il forme les gardiens de zoo, recherche de nouveaux animaux à adopter et s'assure du bien-être et de la santé de tous les animaux.
- vétérinaire : c'est celui qui recherche les différentes maladies que peut avoir un animal.
- le guide visiteur : il apprendra aux visiteurs curieux les particularités de chaque animal, mais le sensibilisera aussi sur ses dangers à l'état sauvage.
- directeur des services visiteur : il dirige les guides visiteurs, mais recherche sur de nouveaux produits à vendre dans les stands ou à la boutique cadeaux.
- directeur de l'éducation : ils sont responsables de la recherche et de l'équipement de tous les programmes du zoo, aussi bien que du dressage des animaux. Elle recherche des programmes éducations pour sensibiliser les visiteurs sur la conservation de la faune sauvage.